# Восточно-Померанская операция
Восто́чно-Помера́нская опера́ция — стратегическая наступательная военная операция Красной армии против вооружённых сил нацистской Германии, проводившаяся с 10 февраля по 4 апреля 1945 года с целью разгрома восточно-померанской группировки противника, овладения Восточной Померанией и освобождения побережья Балтийского моря.

## Цель операции
Восточно-Померанская проводилась с целью разгрома восточно-померанской группировки противника, овладения Восточной Померанией и освобождения побережья Балтийского моря. В операции участвовали войска 2-го Белорусского фронта и правого крыла 1-го Белорусского фронта. С 1 марта 1945 года в проведение операции подключилась 1-я армия Войска Польского. Сухопутным войскам содействовали силы Балтийского флота. В рамках данной операции проведены Хойнице-Кезлинская наступательная операция, Данцигская, Арнсвальде-Кольбергская, Альтдамская фронтовые наступательные операции.

## Параметры операции
Продолжительность операции — 54 суток. Ширина фронта боевых действий — 460 километров. Глубина продвижения советских войск — 130—150 километров. Среднесуточные темпы наступления — 2—3 километров.

## Предыстория
В результате Висло-Одерской операции советские войска вышли на реку Одер и захватили плацдармы на её западном берегу. Войска 1-го Белорусского фронта форсировали Одер в районе Кюстрина и находились всего лишь в 60 км от Берлина. Немецкое командование приступило к развёртыванию в Восточной Померании части сил группы армий «Висла» под командованием рейхсфюрера СС Г. Гиммлера с задачей нанести удар по правому крылу 1-го Белорусского фронта, разгромить его войска в районе Кюстрина и сорвать подготовку советского наступления на Берлин.
Узнав о сосредоточении немецких сил в Восточной Померании, Советское Верховное Главнокомандование 8 февраля приказало 2-му Белорусскому фронту разгромить восточно-померанскую группировку, установить контроль над районом Данциг — Гдыня и очистить от противника побережье Балтийского моря от устья Вислы до Одера.
С советской стороны к участию в операции были привлечены войска 1-го и 2-го Белорусских фронтов — 2-я ударная, 3-я ударная, 19-я, 47-я, 49-я, 61-я, 65-я, 70-я армии, 1-я и 2-я гвардейские танковые армии, 2-й гвардейский кавалерийский корпус, 1-я армия Войска Польского, 4-я, 6-я и 18-я воздушные армии. Всего в составе армий фронтов насчитывалось 78 стрелковых дивизий, 10 танковых и механизированных корпусов, 4 бригады, 2 укрепрайона, в армии Войска Польского — 5 пехотных дивизий, 1 кавалерийская бригада и 1 отдельная танковая бригада — всего 920500 солдат. Войска 2-го Белорусского фронта насчитывали 45 стрелковых дивизий, 3 кавалерийские дивизии, 3 танковых и 1 механизированный корпуса, 1 отдельную танковую бригаду и 1 укрепрайон, в составе войск 1-го Белорусского фронта, привлеченных к участию в операции, было 27 стрелковых дивизий, 3 кавалерийские дивизии, 2 механизированных и 4 танковых корпуса, 2 отдельных танковых бригады, 1 самоходно-артиллерийская бригада и 1 укрепрайон. Первоначально задачу по разгрому немецких войск в Восточной Померании возложили на войска 2-го Белорусского фронта под командованием маршала К. К. Рокоссовского, но в дальнейшем к участию были подключены и войска 1-го Белорусского фронта.
Немецкая группа армий «Висла» занимавшая оборону в Восточной Померании, на 10 февраля 1945 г. состояла из 2-й, 11-й армий (39-й танковый корпус и 3-й танковый корпус СС, 10-я танковая дивизия, 11-я гренадерская дивизия СС «Нордланд», 15-я гренадерская дивизия СС), 3-й танковой армии. Всего в составе группы армий «Висла» насчитывалось более 30 дивизий и бригад, в том числе 8 танковых дивизий, гарнизоны крепостей и 8 боевых групп. На аэродромах Восточной Померании базировалось около 300 самолётов различного назначения. Активную поддержку сухопутным частям оказывал немецкий флот, базировавшийся в Гдыне, Данциге и Кольберге, осуществляя перевозки, переброску частей, а также оказывая войскам огневую поддержку орудиями крупного и среднего калибра. Немецкой группировкой в Восточной Померании руководил лично рейхсфюрер СС Генрих Гиммлер.

### Позиции войск к началу операции
Перед войсками 2-го Белорусского фронта стояли в обороне части 2-й немецкой полевой армии. Против правого крыла фронта на участке от г. Эльбинга до г. Швец находились 20-й, 23-й армейские корпуса и корпусная группа «Раппард». Они занимали оборону по левому берегу рек Ногат и Висла, а также удерживали крепость Грауденц. На реке Висла, на участке Швец — Линде оборонялись соединения немецких 27-го армейского, 46-го танкового и 18-го горнострелкового корпусов. В первой линии находилось до 12 дивизий, и 4-6 дивизий — во второй линии обороны.
Перед войсками 1-го Белорусского фронта действовали соединения 11-й немецкой армии: на участке Линде — Каллис корпусная группа «Теттау», две ландверные дивизии и войска 10-го корпуса СС; на участке Каллис — Грабов соединения 2-го армейского, 3-го и 39-го танковых корпусов, 10-го корпуса СС и три запасные дивизии.
Войскам Красной армии предстояло преодолеть мощнейшую укрепленную оборону, насыщенную всеми видами инженерных сооружений. Восточная Померания представляет собой холмистую равнину, с участками леса. Самая высокая точка — гора Турмберг, высотой 331 метр. Множество рек, озёр и каналов было задействовано в оборонительных целях, укреплены и приспособлены к длительной обороне.
Основная линия обороны немцев в Померании — это так называемый Померанский вал, построенный на польско-германской границе в 1933 году и проходивший от района Штольпмюнде до рек Варта и Одер по рубежу: Штольп, Руммельсбург, Нойштеттин, Шнайдемюль. Основой померанских укреплений являлись железобетонные сооружения — доты, капониры и полукапониры, сооружения полевого типа, прикрытые многочисленными минными полями, надолбами, противотанковыми рвами, заполненными водой, сетью проволочных заграждений. Города Штольп, Руммельсбург, Дейч-Кроне, Шнайдемюль, Нойштеттин являлись ключевыми опорными пунктами Померанского вала, фактически — городами-крепостями. В районе побережья, у Данцига, Гдыни и в районе Хельской косы, были подготовлены укрепленные районы, в районах Леба, Рюгенвальдемюнде, Штольпмюнде и Кольберга оборудованы артиллерийские позиции для тяжелой артиллерии. Мощнейшими узлами обороны являлись города Гдыня и Данциг, наиболее сильно укрепленные и подготовленные к длительной обороне.
В районе Данцига были подготовлены две полосы обороны с большим количеством окопов, траншей, пулеметных точек и дзотов. Первая оборонительная полоса состояла из 5 линий траншей, имела протяженность в глубину от 3 до 5 км и проходила по линии Бюргервизен, Ора, Прауст, Унтер-Кальбуде и Глеткау. Вторая полоса обороны имела три составные части: первая — оборонительная линия — Банкау, высота 160, Олива, глубиной от 1 до 2,5 км, вторая — оборонительная линия — Такендорф, Лауенталь, Брёсен, она состояла из двух линий траншей. Третья оборонительная линия проходила непосредственно по окраине Данцига. Вторая полоса обороны проходила в 5-7 км от города.
На юго-востоке от Данцига проходил канал, и местность в целом была непроходима для танков, кроме того, с этой же стороны находились форты старой крепости, приспособленные к обороне. В самом Данциге все каменные здания были подготовлены для ведения огня, оборудованы многочисленные пулеметные точки, позиции для артиллерии, окна домов заложены мешками с песком и кирпичом. Кварталы были соединены траншеями, на главных улицах сооружены баррикады, все перекрестки улиц простреливались с нескольких направлений из дотов и дзотов.
Так же сильно была укреплена и Гдыня. Оборонительный район у Гдыни включал в себя две полосы обороны. В радиусе 12-15 км от города была подготовлена практически непрерывная цепь окопов, заграждений и траншей с артиллерийскими позициями, дотами и дзотами, усиленная минными полями и несколькими полосами проволочных заграждений. Первая полоса обороны проходила по рубежу Цоппот, Квашин, Коллетцкау, Реда, Рева и имела протяженность в глубину от 3 до 5 км. Вторая полоса обороны состояла из трех линий траншей и была подготовлена в 5-7 км от Гдыни, на рубеже Колибкен, Вельтцендорф и Яново, на 1 км фронта здесь приходилось по 4-5 дотов и дзотов. Гдыня также была подготовлена к уличным боям, город был перекрыт баррикадами, танкоопасные участки заминированы, все улицы и перекрестки простреливались, подготовлены многочисленные артиллерийские позиции, минометные и пулеметные точки, позиции фаустпатронщиков.
К северу от Гдыни, на высотах у населенных пунктов Оксхефт, Облуш и Казимир также был подготовлен оборонительный рубеж, на котором немецкие войска должны были закрепиться в случае отхода из Гдыни.
Между Гдынским и Данцигским оборонительными районами, по линии Цукау, Эксау, Кобле, Коллетцкау, высота 221 была построена оборонительная позиция из трех траншей, перед позицией было устроено сплошное минное поле.
Сильный оборонительный рубеж, глубиной 3-5 км, был также построен на левом берегу реки Висла, от города Быдгощ до устья реки Вислы, с большим числом сооружений полевого типа — дзотов, с подготовленными противотанковыми препятствиями и большим количеством проволочных заграждений.
Такую сложнейшую оборону предстояло преодолеть войскам 1-го и 2-го Белорусских фронтов. Подготовка к операции потребовала переброски большого количества войск, ускорения ремонта железных дорог и автодорог в полосе фронтов в целях ускорения подвоза боеприпасов и иного снаряжения для войск, большая работа была проделана автомобильными, железнодорожными, саперными и инженерными частями.

## Ход операции
10 февраля 1945 г. войска 2-го Белорусского фронта с рубежа Грауденц, Цемпельбург перешли в наступление и продвинулись за день боя от 5 до 10 км. Войска 2-й ударной армии завершили разгром гарнизона блокированного ранее г. Эльбинг (Эльблонг) и освободили город. Войска 65-й армии заняли города Швец и Шенау, части 49-й армии встретили очень сильное сопротивление и смогли продвинуться только на 2-3 км. Немцы предпринимали многочисленные контратаки с применением танков с целью воспрепятствовать наступлению. Наступлению также сильно мешали условия распутицы и болотистой местности. За пять суток войска 2-го Белорусского фронта продвинулись на 15-40 км, преодолевая упорнейшее сопротивление. 15 февраля 1945 г. части 70-й армии, 1-го гвардейского танкового корпуса и 3-го гвардейского кавалерийского корпуса заняли город Хойнице — мощнейший укрепленный пункт и крупный транспортный узел, где сходились 8 шоссейных и 6 железных дорог. Бои за город носили ожесточенный характер. Первыми на улицы города прорвались танкисты 1-го гвардейского танкового корпуса и захватили вокзал, стрелковые части квартал за кварталом выбивали немцев с их позиций. 16 февраля 1945 г. Москва салютовала доблестным войскам 2-го Белорусского фронта 21 залпом из 220 орудий, освободившим г. Хойнице. Многие части и соединения были награждены высокими правительственными наградами, а некоторым из них были присвоены почётные наименования «Хойницких».
Также части 70-й армии 15 февраля заняли город Тухоля. 16 февраля 1945 г. в операцию включились части 2-й ударной армии, завершившие перегруппировку и вышедшие на исходные позиции. Сопротивление немцев носило крайне ожесточенный характер, советским войскам приходилось буквально выгрызать у немцев опорные пункты и узлы сопротивления. В частности, войска 76-й гвардейской и 385-й стрелковых дивизий только после упорных боев, часто завершавшихся рукопашными схватками, заняли населенные пункты Гуттовиц, Иоханнесберг, Квеки и Клодня.
Ожесточенные бои шли на Черском направлении, где наступали войска 49-й армии. Частям 385-й и 191-й стрелковой дивизии в ночь на 17 февраля удалось на подручных средствах форсировать реку Шварцвассер в районе деревни Сауермюле и занять г. Оше — сильный опорный пункт на пути к г. Черск. На подступах к этому городу, по рубежу — высота 122,1 и 129,3, озеро Тучно, правый берег реки Вильгартен, была создана прочная оборона. Неоднократные попытки 199-й стрелковой дивизии преодолеть эту оборону не имели успеха. Учтя неудачи прошедших боев, командир 492-го стрелкового полка подполковник С. П. Лямаев решил осуществить прорыв обороны противника на этом участке внезапным ударом небольшим отрядом ночью. Стремительная атака ошеломила противника, и он в первые 15-20 минут не открывал огня. Этого было достаточно, чтобы отряд прорвался в глубину обороны врага и атаковал его позиции на выс. 122,1. Захват подразделениями 492-го стрелкового полка опорного пункта противника нарушил всю систему его обороны на этом рубеже. Противник, не зная создавшейся обстановки и количества наших сил, перешедших в наступление ночью, боясь окружения, начал отвод своих сил на северо-запад к Черску. Части 199-й стрелковой дивизии, установив начавшийся отход противника, перешли к преследованию. Вместе с 492-м стрелковым полком начал наступать и соседний 584-й стрелковый полк. Они быстро продвигались вперед и буквально на плечах отходившего противника ворвались в г. Черск и к часу ночи очистили его от противника.
Сильные бои шли в полосе наступления 238-й и 139-й стрелковых дивизий 49-й армии, в районе ст. Лонск и населенного пункта Гонскинец.
На рубеже Меве, Черск, Хойнице наступление войск 2-го Белорусского фронта было временно приостановлено в связи с возрастающим сопротивлением и необходимостью усиления атакующих группировок. В район наступления выдвигались части 19-й армии генерал-лейтенанта Козлова Г. К.
Наступая в течение нескольких дней, к 19 февраля 1945 г. войска фронта продвинулись на 50-70 км вглубь немецкой обороны, но тем не менее не смогли выполнить первоначально поставленных задач.
Наступление в полосе 1-го Белорусского фронта, где наступали части 47-й, 61-й, 1-й и 2-й гвардейской танковых армий, 1-й армии Войска Польского и 2-й гвардейский кавалерийский корпус, также развивалось медленно. 10 февраля части 1-й армии Войска Польского взяли г. Меркиш-Фридлянд (Мирославец), 11 февраля части 47-й армии заняли г. Дейч-Кроне. 16 февраля 1945 г. немцы силами шести танковых дивизий нанесли контрудар по войскам 1-го Белорусского фронта из района Штаргарда и заставили 47-ю армию отойти на 8-12 км, заняв города Пиритц (Пыжице), Бан (Банг), но 20 февраля повсеместно перешли к обороне. В подкрепление группе армий «Висла» из Курляндии были переброшены 93-я, 126, 225-я и 290-я пехотные дивизии. Планировалось также перебросить части 6-й танковой армии, но ещё более тяжелое положение на южном крыле фронта, в Венгрии, вынудило немецкое командование перебросить танковые части в этот район фронта.
В начале февраля 1945 года советские войска окружили город Шнайдемюль. Командовавший группой немецких армий «Висла» Генрих Гиммлер приказал удержать его любой ценой. За несколько дней немецкие войска потеряли свыше 4 тысяч человек, после чего ими была предпринята неудачная попытка прорыва из окружения. Ликвидация окруженной группировки была завершена к концу февраля 1945 года, при этом советские войска взяли в плен более пяти тысяч вражеских солдат и офицеров. Кроме того, в лесах севернее Шнайдемюля советскими войсками были ликвидированы две группировки немцев, при этом также было взято большое число пленных.
24 февраля 1945 г. наступление Красной армии возобновилось. Предполагалось нанести удар в направлении г. Кезлин и рассечь немецкую группировку в Померании на две части, которые в дальнейшем предполагалось уничтожить: восточную — силами 2-го Белорусского фронта, западную — 1-го Белорусского фронта. Задачей 2-го Белорусского фронта было разгромить 2-ю немецкую армию в районе Гдыни и Данцига и очистить побережье моря, 1-го Белорусского фронта — ударами на Альтдамм, Голлнов и Камин уничтожить части 11-й немецкой армии и выйти к побережью Штеттинского залива и Померанской бухты.
Войска 2-го Белорусского фронта 24 февраля нанесли главный удар силами 19-й и 70-й армий из района юго-западнее Хойнице в направлении на Кезлин. Немецкая оборона была прорвана по фронту на участке длиной 12 км, и войскам армий удалось продвинуться за день боев на 10-12 км. Немцы предпринимали многократные контратаки при поддержке танков и авиации, но вынуждены были отходить. 25 февраля фронт прорыва был расширен до 30 км. 26 февраля частями 19-й армии были взяты крупные пункты немецкой обороны — города Бальденберг (Бялы-Бур) (совместно с частями 3-го гвардейского танкового корпуса), Поллнов (Полянув), Шлохау (Члухув) и Штегерс (Жеченица). К исходу 27 февраля войска фронта продвинулись в глубину немецкой обороны до 70 км, заняв города Бублиц и Хаммерштайн (Чарне). 28 февраля частями 19-й и 70-й армий были очищены от немцев города Нойштеттин (Щецинек) и Прехлау (Пшехлево).
1 марта 1945 г., после мощной артиллерийской подготовки, началось наступление войск 1-го Белорусского фронта, вперед пошли 3-я ударная армия генерала Н. П. Симоняка, 61-я армия генерала П. А. Белова и 1-я армия Войска Польского. В результате сильного удара наших стрелковых и танковых соединений немецкая оборона в полосе наступления 3-й ударной армии была прорвана к исходу 1 марта на глубину 15-25 км. 5-я немецкая пехотная дивизия, по которой пришелся удар советских войск, была разгромлена. Её остатки стали отходить лесными дорогами на Драмбург. Разбитые части немецкой 14-й танковой дивизии разрозненными группами также начали отход на Вангерин, бросая обозы, боевую технику и вооружение.
Несколько иначе протекали бои по прорыву обороны немцев в полосе наступления 61-й армии. Занимая оборону на заранее подготовленных позициях, на рубеже р. Инна, немцы оказывали ожесточенное сопротивление. Войскам 61-й армии вначале пришлось преодолевать водную преграду и только после этого, развернувшись на противоположном берегу р. Инна, они могли атаковать вражеские позиции.
Позднее в сражение вступили 1-я и 2-я гвардейские танковые армии. В течение 2-4 марта шли упорнейшие и кровопролитные бои во всей полосе наступления. За первые два дня наступления советские войска продвинулись передовыми частями на 90, а основными силами — на 65 км. 
Особенно ожесточенные сопротивление войска фронта встретили в Бельгарде, Нойштеттине и Руммельсбурге. 3 марта были заняты Бервальде (силами 2-го гвардейского кавалерийского корпуса генерал-лейтенанта В. В. Крюкова), Вангерин (265-я стрелковая дивизия генерал-майора Д.Е. Красильникова), Лабес, Темпельбург (Чаплинек), Фрайенвальде (Хоцивель), Шифельбайн (Свидвин), 4 марта части 3-й ударной армии, 1-й гв. танковой армии и 1-й армии Войска Польского освободили города Драмбург и Фалькенбург (Злоценец), 5 марта — танкистами 8-го гвардейского механизированного корпуса генерал-майора И. Ф. Дремова из 1-й гвардейской танковой армии был взят Бельгард (Бялогард), 2-й гвардейской танковой армией — города Грайфенберг, Гюльцов, Наугард и Плате (Плоты), а 2-м гвардейским кавалерийским корпусом — г. Польцин (Полчин-Здруй) В результате стремительного наступления в районе юго-восточнее Бельгарда в конце дня 4 марта была окружены 4 немецкие дивизии 10-го корпуса СС (7 марта эта группировка была уничтожена). Немцы понимали всю сложность сложившейся ситуации и стремились любой ценой задержать продвижение войск Красной армии, в частности, в район Кезлина были переброшены полки «Ютланд» и «Нидерланды», унтер-офицерская школа, пехотная бригада «Карл Великий» и батальон «Эсбер».
Но несмотря на все это, 5 марта воинами 19-й армии штурмом был взят Кёзлин, в боях за который было нанесено поражение частям 32-й и 15-й пехотных дивизий, 1-й пехотной дивизии СС, дивизии «Полицай» и танковой дивизии СС «Мертвая голова», и войскам фронта удалось выйти к побережью моря, группировка немцев в Померании оказалась рассечённой на две части. Первыми к морю вышли танкисты 45-й гвардейской танковой бригады полковника Н. В. Моргунова. Танкистам 1-й гвардейской танковой армии в тот же день удалось занять г. Керлин. В течение 5-13 марта 1945 г. войска 1-го Белорусского фронта вели бои с разбитыми частями 11-й немецкой армии, полностью разгромив 5-ю легкопехотную дивизию и нанеся серьёзный урон 15-й, 163-й пехотным, 402-й запасной пехотной дивизиям и пехотной дивизии «Бервальде», блокировали гарнизон г. Кольберг, продолжавший сопротивление. 5 марта частями 61-й армии при поддержке 16-й воздушной армии был взят г. Старгард (Старгард-Щециньски). 6 марта танкистами 2-й гвардейской танковой армии был занят крупный укрепленный пункт — город Камин, а 7 марта, после трехдневных упорных боев, штурмом взят г. Голлнов, в боях за который отличились части 52-й гвардейской стрелковой дивизии.
Войска 61-й армии в тот же день, 7 марта, взяли г. Массов (Машево), а 3-я ударная армия — г. Штепенитц (Степница). Основные силы немецкой 11-й армии отошли к Альтдамму, попытки взять который с ходу провалились. Немцы успели занять оборонительные рубежи и встретили наступающих ливнем артиллерийского, минометного и пулеметного огня и контратаками.
Войска 2-го Белорусского фронта продолжали наступление, выбивая упорно оборонявшегося противника. Авиация активно помогала наступающим войскам, бомбя боевые порядки противника, тыловые районы, дороги и пункты коммуникаций, почти непрерывно нанося бомбовые удары, в том числе и в ночное время. 3 марта 19-я армия освободила упорно оборонявшийся немцами г. Руммельсбург (Мястко), гарнизон которого был дополнительно усилен 4-й танковой группой СС, 203-й пехотной дивизией и 549-й дивизией фольксштурма, 4 марта танкисты 1-й гвардейской танковой армии взяли Трептов (Тшебятув) и Регенвальде (Реско). 6 марта войска 2-й ударной армии выбили немцев из Грудзендза и Прейсиш-Старгарда (Старогард-Гданьски), а 7 марта взяли г. Меве (Гнев). 8 марта частями 49-й армии — 191-й сд генерал-майора Ляскина Г.О, частью сил 385-й сд генерал-майора Супрунова М. Ф. был взят город Берент, войсками 70-й армии — 38-й гв. сд полковника Абдуллаева Ю. М., 165-й сд полковника Каладзе Н. И., 369-й сд полковника Голубева И. А. — г. Бютов (Бытув), а частями 19-й армии и 4-й воздушной армии — г. Штольп (Слупск).
Части левого фланга 2-го Белорусского фронта за 4 дня боев — 10-13 — марта продвинулись вперед на 75-80 км, и подошли к укреплениям Гдынского и Данцигского укрепрайонов, где были задержаны упорным сопротивлением немцев, подготовившихся к обороне.
10 марта части 49-й армии взяли г. Картхауз, а части 19-й армией — г. Лауенбург (Лемборк). 11 марта части 2-й ударной армии заняли город Диршау (Тчев), 12 марта 1945 г. соединениями 40-го гвардейского стрелкового корпуса 19-й армии и 8-го гвардейского механизированного корпуса 1-й гвардейской армии был взят город Нойштадт (Вейхерово). Крупный гарнизон немцев в этом городе был разгромлен, более 1000 солдат и офицеров сдались в плен. Кроме того, части 1-й гвардейской танковой армии также заняли город Путциг (Пуцк) и вышли к побережью Балтийского моря в районе Данцигской бухты, заняв ещё около 100 населенных пунктов, в том числе Квашин, Гневау, Гросс-Шшлатау, Зеллистрау, Шлавошин, Польцин, Карвен, Коллетцкау, Решке, Верблин.
14-18 марта шли кровопролитные бои в Кольберге, на окраины которого части Красной армии вышли ещё 5 марта, и где немцы оказывали яростное и ожесточенное сопротивление с отчаянием обреченных. 18 марта части 1-й армии Войска Польского и танкисты 1-й гвардейской танковой армии полностью разгромили немецкий гарнизон Кольберга и заняли город.
16-20 марта войска 1-го Белорусского фронта вели бои по ликвидации немецких частей, отошедших в район Альтдамма. Здесь оборонялись части 4-й механизированной дивизии СС, 28-й пехотной дивизии СС, 1-й дивизии морской пехоты и 379-й пехотный полк 169-й пехотной дивизии. Средняя плотность составляла 5-7 км фронта на дивизию. Оборонявшиеся войска противника были усилены одной бригадой штурмовых орудий (108 штурмовых орудий), пятью артиллерийскими дивизионами артиллерии РГК, одним противотанковым дивизионом (кроме 36 противотанковых 75-мм орудий, этот дивизион имел три роты истребителей танков, вооруженных фаустпатронами).
20 марта 1945 г., после упорных и кровопролитных боев, Альтдамм был взят войсками 61-й армии. Всего в результате разгрома альтдаммской группировки немцы потеряли более 40000 солдат убитыми, захвачено более 12000 пленных, 126 танков и самоходных орудий, более 200 орудий разных калибров, 154 миномета и много другого вооружения и военного снаряжения. При взятии города отличились части 12-й и 75-й гвардейских стрелковых дивизий, 23-й, 212-й и 234-й стрелковых дивизий, танкисты 312-го гвардейского, 1811-го, 1818-го, 1899-го самоходных артиллерийских полков, 88-го отдельного тяжелого танкового полка, артиллеристы 63-й гаубичной бригады и 97-й тяжелой гаубичной бригады, 32-й и 41-й гвардейской минометных дивизий, летчики 3-го бомбардировочного авиакорпуса и 3-го истребительного авиакорпуса 16-й воздушной армии. В Москве в честь войск, освободивших Альтдамм, был дан салют 12 артиллерийскими залпами из 124 орудий.
Войска 1-го Белорусского фронта, разгромив немецкую группировку восточнее Одера, таким образом, обеспечили безопасность своего фланга и могли сосредоточиться на подготовке Берлинской операции.
Войскам 2-го Белорусского фронта предстояло разгромить самую сильную часть восточно-померанской группировки — 2-ю армию, занимавшую Гдынский и Данцигский оборонительные укрепрайоны. С 14 по 22 марта 1945 г. шли ожесточенные бои по прорыву немецкой обороны. На всем фронте наступления завязались ожесточенные бои, которые с небольшими перерывами шли днем и ночью. Войска 49-й и 70-й армий наступали на Цоппот, имея задачей рассечь данцигско-гдынскую группировку противника на две изолированные группы, овладеть рубежом Олива, Цоппот, Колибкен и выйти на этом рубеже к Данцигской бухте. Преодолевая упорное сопротивление немцев, соединения 49-й и 70-й армий медленно продвигались к намеченной цели, буквально прогрызая одну позицию за другой. Бои носили столь упорный характер, что продвижение советских войск в иные дни исчислялось лишь сотнями метров. Иногда уничтожение крупного опорного пункта обороны занимало несколько суток.
Немцы проводили иногда до двадцати контратак при поддержке танков, с целью удержания занимаемых рубежей. 25 марта войска 2-го Белорусского фронта взяли населенный пункт Цоппот и вышли к побережью Данцигской бухты, рассекая немецкую группировку на две части — гдынскую и данцигскую. В Гдыне оказались части 46-го и 7-го танкового корпусов — 32-я, 73-я, 215-я, 227-я, 252-я, 389-я пехотные дивизии, 4-я и 7-я танковые дивизии, в Данциге — части 18-го горно-егерского, 20-го, 23-го, 27-го армейских корпусов — 7-я, 23-я, 31-я, 35-я, 83-я, 251-я и 337-я пехотные дивизии, 12-я авиаполевая дивизия и 549-я дивизия фольксштурма, боевая группа «Гумпель» и два штрафных батальона. На косе Путцигер-Нерунг занимал оборону 55-й армейский корпус противника в составе 61-й пехотной дивизии, частей береговой обороны и остатков различных частей.
На подступах к Гдыне немцами была создана мощная оборона, насыщенная долговременными железобетонными, бетонно-каменными и дерево-земляными сооружениями, приспособленными для длительной обороны каменными строениями, большим количеством траншей и различного рода заграждений. В системе обороны при организации опорных пунктов немцы широко использовали сооружения стационарных зенитных батарей, орудия которых использовались для ведения огня как по воздушным, так и по наземным целям.
Созданию вокруг Гдыни сильной обороны способствовали наличие железобетонных зданий и сооружений и выгодные условия местности. Особенно удобна для организации обороны прибрежная полоса в районе Гдыни. Холмистые гряды с отметками до 160—170 м над уровнем моря прикрывают город с юго-запада. Многочисленные овраги, высоты с крутыми склонами, густой лес, покрывающий площадь этого района почти на 75 %, придают местности резко пересеченный характер. Единственная хорошая дорога, идущая с запада к Гдыне на протяжении 12 км перед городом, проходит через сплошную цепь населенных пунктов (Яново, Загорш, Циссау, Киллау, Грабау), которые в основном состояли из прочных каменных зданий и легко были приспособлены к обороне.
К северу от Гдыни расположено небольшое плато, которое возвышается над окружающей местностью на 60-80 м. Это плато, или так называемый оксхефстский плацдарм, окружено с востока и частично с юга морем, а с севера, запада и юго-запада болотистой низменностью. На этом плато противником были созданы сильные укрепления, которые в сочетании с естественными условиями местности прикрывали подступы к Гдыне с севера. Условия местности (пересеченный рельеф, болота, лес и море) усиливали немецкую оборону и, наоборот, крайне затрудняли наступление советских войск. При относительном недостатке дорог нельзя было с полной эффективностью использовать танки и самоходно-артиллерийские установки.
Атаки советских войск сменялись немецкими контратаками. На некоторых участках части 19-й армии отражали по 15-20 немецких контратак в день. В Гдыне немцы широко использовали береговую и корабельную артиллерию — 12 батарей береговой артиллерии и артиллерия 10-12 боевых кораблей почти непрерывно вели огонь по наступающим.
24 марта войска 2-го Белорусского фронта ворвались в пригороды и на улицы Гдыни, а 26 марта начали штурм города. В ночь на 27 марта немцы начали отступление на оксхёфтский плацдарм. В течение дня разбитые немецкие части, оказывая сопротивление в центре города, бросая боевую технику, боеприпасы и другое военное снаряжение и раненых, частью стремились погрузиться на пароходы в порту, частью с боями отступали на плацдарм в районе Оксхёфт.
28 марта 1945 г., после длительных, упорных и кровопролитных боев в городе, где немцы сражались за каждый дом и окоп, части 19-й, 70-й, и 1-й гвардейской танковой армий штурмом освободили Гдыню — крупнейший порт Померании, и пригороды Киллау, Грабау и Циссау. В боях в районе Гдыни немецкие войска потеряли более 50000 солдат и офицеров убитыми, 229 танков и самоходных орудий, 387 полевых орудий, более 70000 винтовок и автоматов, 1003 пулемета, более 3500 автомобилей. Советскими войсками было взято 18985 пленных, захвачено около 200 танков и самоходных орудий, 600 орудий разных калибров и назначений, 1068 пулеметов, 71 самолёт, 6246 автомобилей, 20 различных кораблей, в том числе неисправные броненосцы «Силезия» и «Шлезвиг Гольштейн», линкор «Гнейзенау». Часть гдынской группировки — одна танковая, одна моторизованная, одна пехотная дивизия, одна артиллерийская бригада и шесть батальонов морской пехоты, была блокирована на оксхефтском плацдарме и продолжила сопротивление, ведя бои до 4 апреля 1945 г., когда она была окончательно разгромлена. В боях за Гдыню отличились части 38-й гв. сд полковника Абдуллаева Ю. М., 369-й сд полковника Голубева И. А., 1890-го самоходного артиллерийского полка подполковника Игнатова П. Ф., артиллеристы 56-й пушечной бригады полковника Мезенцева Ф.Г, 75-й легкой артиллерийской бригады полковника Олифера А. В., 77-й гаубичной бригады полковника Харламова А. И., 19-й истребительно-противотанковой артиллерийской бригады полковника Сукачева Г. Г., 4-й гвардейской минометной бригады полковника Сухушина И. А. (70 армия), 313-й сд полковника Асафьева В. А., 310-й сд полковника Рогова Н. В., 27-й сд полковника Коршунова Е. В., 205-й сд генерал-майора Белоскурского М. А., 272-й сд полковника Мешкова В. М., 1525-го самоходного артиллерийского полка подполковника Данилова И. Г., 10-й гв. сд генерал-майора Худалова Х. А., 102-й гв. сд полковника Храмцова С. И., 7-го отдельного гвардейского тяжелого танкового полка подполковника Поварова А. А., 108-го самоходного артиллерийского полка майора Потапова А. М., 342-го гвардейского тяжелого самоходного артиллерийского полка майора Фишельсона С. Б., 1531-го самоходного артиллерийского полка подполковника Балыкова С. Ф., 156-й тяжелой гаубичной бригады подполковника Кузнецова Д. М., 166-й легкой артиллерийской бригады полковника Михайленко М. А., 167-й гаубичной бригады полковника Ткаченко Т. Е., 9-й тяжелой минометной бригады полковника Брюхова Д. Т., 41-й минометной бригады полковника Зарецкого И. С., 58-й гаубичной бригады полковника Скоробогатова Д. И., 42-й минометной бригады полковника Киргетова И. А., 120-й гаубичной бригады большой мощности полковника Туроверова М. И., 4-й гвардейской минометной дивизии полковника Жукова Ф. Н., 27-й истребительно-противотанковой артиллерийской бригады подполковника Войцеховского В. М., 44-й истребительно-противотанковой артиллерийской бригады полковника Сыроваткина Н. Г., 204-й армейской пушечной артиллерийской бригады полковника Белова А. Н., 12-й инженерно-саперной бригады полковника Кокорина Н. В., 41-й минно-инженерной бригады полковника Клементьева Н. В., 11-го гвардейского танкового корпуса полковника Бабаджаняна А. Х., 4-го штурмового авиакорпуса генерал-лейтенанта авиации Байдукова Г. Ф.

### Штурм Данцига
Кульминацией боев в Восточной Померании стал штурм Данцига. Здесь также развернулись упорные и ожесточенные бои. Данциг окружала цепь фортов новой постройки «Вейзельмюнде», «Вестерплатте», «Нейхарвассер» и «Хойбуде». Все форты были хорошо замаскированы и вооружены мощными огневыми средствами. Сухопутные укрепления Данцига состояли из старого крепостного пояса, окружавшего город с юга и востока, и из внешнего пояса укреплений современной постройки с двумя капитально построенными укрепленными районами Бишофсберг и Хагельсберг. Оба этих района имели большое количество железобетонных и каменно-бетонных огневых сооружений, которые располагались на командных высотах. Территория, прилегавшая к городу с юго-востока и юга, могла в случае необходимости затапливаться. Система долговременных сооружений была дополнена оборонительными постройками полевой фортификации; кроме того, к ведению обороны были приспособлены здания и целые кварталы города. Все населенные пункты, расположенные в радиусе 15 км от города, также были подготовлены к обороне как опорные пункты и узлы сопротивления и имели постоянные гарнизоны. Таким образом, в районе Данцига немцы имели сильный укрепленный район, оборудованный не только фортификационными постройками полевого типа, но и мощными долговременными боевыми сооружениями. Немцы понимали стратегическое значение города и отчаянно сопротивлялись, обороняясь на подготовленных рубежах. Вечером 26 марта соединения 2-й ударной и 65-й армии завязали бои непосредственно в пригородах Данцига. Утром 27 марта начался штурм Данцига. Частям 2-й ударной, 49, 65, 70-й армий при поддержке авиации 4-й и 18-й воздушных армий приходилось с боями выбивать немцев с каждого дома, перекрестка, улицы. Два дня шли упорные бои в районе бумажной фабрики и химического завода в северной части города — части 199-й стрелковой дивизии штурмовали эти сильно укрепленные пункты при поддержке 18 тяжелых орудий, поставленных на прямую наводку. В ходе боев в Данциге были взяты в плен 10000 солдат и офицеров, захвачено 140 танков и штурмовых орудий, 358 полевых орудий, 45 неисправных подводных лодок. Остатки немецких частей 2-й армии были блокированы на косе Хель и в устье реки Вислы, капитулировав только 9 мая 1945 г.
В боях за Данциг отличились части:
2-й Ударной армии — 46-я сд генерал-майора Борщёва С. Н., 90-я сд генерал-майора Лященко Н. Г., 372-я сд подполковника Мельникова П. В., 281-я сд полковника Курени П. А., 142-я сд полковника Сонникова Г. Л., 381-я сд генерал-майора Якушева А. В., 326-я сд генерал-майора Колчанова Г. С., 321-я сд полковника Чеснокова В. К.; 8-й гвардейский танковый корпус генерал-лейтенанта Попова А. Ф.; 1-я истребительно-противотанковая артиллерийская бригада полковника Малявского Е. Н., 2-я корпусная артиллерийская бригада генерал-майора Малофеева А. И., 4-я истребительно-противотанковая артиллерийская бригада полковника Рыбкина А. С., 81-я армейская пушечная артиллерийская бригада полковника Гнидина В. С., 1-я гвардейская штурмовая инженерно-саперная бригада полковника Везирова А. Ф.;
65-й армии — 354-я сд генерал-майора Джанджгавы В. Н., 193-я сд генерал-майора Скоробогаткина К. Ф., 44-я гвардейская сд генерал-майора Борисова В. А., 186-я сд полковника Величко С. С., 108-я сд генерал-майора Теремова П. А., 413-я сд полковника Афанасьева Ф. С., 69-я сд генерал-майора Макарова Ф. А., 15-я сд полковника Варюхина А. П., 37-я гвардейская сд генерал-майора Гребенника К. Е., 8-й механизированный корпус генерал-майора Фирсовича А. Н., 21-я гвардейская гаубичная бригада большой мощности полковника Бондарева Т. И., 38-я тяжелая артиллерийская бригада полковника Катунина А. А., 79-я легкая артиллерийская бригада полковника Алферова П. Н., 96-я тяжелая гаубичная бригада полковника Горобца А. Ф., 112-я гаубичная бригада большой мощности полковника Кулешова Г. П., 28-я минометная бригада полковника Беляева Ф.Н, 15-я истребительно-противотанковая артиллерийская бригада полковника Василенко С. И., 147-я армейская пушечная артиллерийская бригада полковника Акимушкина М. С., 19-я минометная бригада полковника Королева М. М., 1-я штурмовая инженерно-саперная бригада полковника Шитикова П. А., 14-я инженерно-саперная бригада полковника Винькова М. М.
49-й армии — 238-я сд генерал-майора Красноштанова И.Д, 139-я сд генерал-майора Кириллова И. К., 330-я сд генерал-майора Гусева В. А., 199-я сд генерал-майора Кононенко М. П., 200-я сд полковника Мельдера И. И., 380-я сд полковника Горичева А. Д., 1-й гвардейский танковый корпус генерал-майора Панова М. Ф., 10-я гвардейская гаубичная бригада полковника Вахромеева И. М., 16-я гвардейская пушечная артиллерийская бригада полковника Садковского В. В., 20-я легкая артиллерийская бригада подполковника Долинского Ф. М., 48-я гвардейская тяжелая гаубичная бригада полковника Хватова Л. А., 121-я гаубичная бригада большой мощности полковника Соловьева В. П., 5-я минометная бригада полковника Брюханова В. Ф., 3-я штурмовая инженерно-саперная бригада полковника Зайцева В. С., 11-я инженерно-саперная бригада полковника Миротворского Г. М.
70-й армии — 136-я сд полковника Трудолюбова В. И., 71-я сд полковника Беляева Н. З., 3-й гвардейский танковый корпус генерал-лейтенанта Панфилова А. П., 19-я истребительно-противотанковая артиллерийская бригада полковника Сукачева Г. Г., 148-я армейская пушечная артиллерийская бригада полковника Бармотина С. А., 13-я гвардейская минометная бригада полковника Куличука Р. Д., 48-я инженерно-саперная бригада полковника Добычина П. Н.
4-й воздушной армии — 230-я шад генерал-майора авиации Гетьмана С. Г., 233-я шад полковника Смоловика В. И., 260-я шад полковника Калугина Г. А., 332-я шад полковника Тихомирова М. И., 215-я иад полковника Якушина М. Н., 229-я иад полковника Волкова М. Н., 309-я иад полковника Вусса В. Н., часть сил 323-й иад полковника Рыбакова П. П., 329-я иад полковника Осипова А. А., 327-я бад полковника Пушкарева Ф. С., 325-я нбад полковника Покоевого Г. П.
18-й воздушной армии — 1-й гвардейский бак генерал-лейтенанта авиации Тупикова Г. Н., 2-й гвардейский бак генерал-лейтенанта авиации Логинова Е. Ф., 14-я гвардейская бад полковника Кожемякина И. И., 45-я бад генерал-майора авиации Лебедева В. И.

## Итоги
В ходе Восточно-Померанской операции были разгромлены 21 немецкая дивизия и 8 бригад, из них 6 дивизий и 3 бригады полностью уничтожены, устранена угроза немецкого удара из Восточной Померании. Потери немцев убитыми составили 90 тыс. солдат и офицеров, пленными — 100 тыс. солдат и офицеров, советскими войсками захвачено 850 танков и штурмовых орудий, 430 самолётов, свыше 5500 орудий и миномётов, более 8 тыс. пулеметов. Войсками 1-го и 2-го Белорусского фронта были освобождены 54 города и сотни других населенных пунктов, освобождены тысячи советских военнопленных и граждан других государств Европы, угнанных на работу в Германию, с занятием Данцига и Гдыни немцы потеряли верфи, на которых строились подводные лодки, десятки промышленных предприятий, важнейшие морские порты для связи с блокированной группировкой в Курляндии. Исторические польские земли, в своё время занятые Германией, были возвращены Польше и польскому народу.
Победа в Восточной Померании досталась дорогой ценой. Потери Красной армии в ходе Восточно-Померанской операции составили более 225 тыс. солдат и офицеров, в том числе безвозвратные потери — 52740 человек, ранены 172474 человека. На территории Поморского воеводства Польши, бывшей Восточной Померании, в десятках населенных пунктов покоятся тысячи солдат и офицеров Красной армии, погибших в последних боях Великой Отечественной войны. В деревне Бояно Поморского воеводства — 6058 солдат и офицеров (193 известных и 5865 неизвестных), в г. Гданьске — 3092 (1206 известных и 1886 неизвестных), в г. Гдыне — 1316 солдат, в том числе 132 известных и 1184 неизвестных, в г. Вейхерово — 728 человек, в г. Картузы — 1011 солдат, в г. Сопот, центре музыкальных фестивалей, а в годы войны бывшим местом ожесточенных боев — 932 солдата и офицера, в г. Тчев — 469 солдат, в г. Хойнице — 844 солдата, в д. Ленжице — 4249 солдат, в г. Жуково — 3999 солдат, в г. Черск — 1141 солдат, и ещё тысячи солдат и офицеров в десятках других населенных пунктов.
Прорыв укреплений Поморского вала стал крупнейшим сражением Второй мировой войны с участием польских войск, в нём участвовали 85 тыс. военнослужащих 1-й армии Войска Польского. Безвозвратные потери 1-й армии Войска Польского составили 2575 солдат и офицеров. Было потеряно 1027 танков и 1073 самолёта.
Выход советских войск к побережью Балтийского моря на большом протяжении обеспечил безопасность фланга группировки советских войск, действовавшей на берлинском направлении, расширилась система базирования Балтийского флота, обеспечивавшим с моря блокаду окруженных немецких группировок в Курляндии и в устье Вислы. Завершившие Восточно-Померанскую операцию 10 советских армий начали перегруппировку на берлинское направление. Впереди были бои за столицу Германии — Берлин.

## Командный состав
Командный состав объединений и соединений советских войск, принимавших участие в Восточно-Померанской стратегической наступательной операции
| Формирование                    | Командующий (командир): воинское звание, фамилия, имя, отчество                                                                                                | Примечания |
| ------------------------------- | --- | ---------- |
| 2-й Белорусский фронт:          | Маршал Советского Союза Рокоссовский Константин Константинович                                                                                                 |            |
| 2-я ударная армия:              | генерал-лейтенант Федюнинский Иван Иванович |            |
| 98 ск:                          | генерал-лейтенант Анисимов Георгий Иванович |            |
| 142 сд                          | полковник Сонников Григорий Леонтьевич |            |
| 281 сд                          | полковник Куреня Пётр Агафонович |            |
| 381 сд                          | генерал-майор Якушов Александр Васильевич |            |
| 108 ск:                         | генерал-лейтенант Поленов Виталий Сергеевич |            |
| 46 сд                           | генерал-майор Борщёв Семен Николаевич |            |
| 90 сд                           | генерал-майор Лященко Николай Григорьевич |            |
| 372 сд                          | генерал-майор Радыгин Пётр Иванович, с 11.03.1945 г. — подполковник Мельников Павел Васильевич                                                                 |            |
| 116 ск:                         | генерал-майор Фетисов Фёдор Кузьмич |            |
| 86 сд                           | генерал-майор Демидов Сергей Петрович |            |
| 321 сд                          | полковник Чесноков Василий Константинович |            |
| 326 сд                          | генерал-майор Колчанов Григорий Семёнович |            |
| 8 акп:                          | генерал-майор артиллерии Пядусов Иван Миронович |            |
| 1 адп                           | полковник Захаров Георгий Тимофеевич |            |
| 23 адп                          | генерал-майор артиллерии Рогозин Николай Карпович |            |
| 4 гв. мд                        | полковник Жуков Фёдор Никифорович |            |
| 47 зенад                        | полковник Коротких Иван Максимович |            |
| 65-я армия:                     | генерал-полковник Батов Павел Иванович |            |
| 18 ск:                          | генерал-майор Чуваков Никита Емельянович |            |
| 37 гв. сд                       | генерал-майор Рахимов Сабир-Умар-оглы, с 28.03.1945 г. — полковник Оноприенко Николай Николаевич, с 30.03.1945 г. — генерал-майор Гребенник Кузьма Евдокимович |            |
| 15 сд                           | генерал-майор Гребенник Кузьма Евдокимович, с 29.03.1945 г. — полковник Варюхин Андрей Петрович                                                                |            |
| 69 сд                           | генерал-майор Макаров Фёдор Алексеевич |            |
| 46 ск:                          | генерал-лейтенант Эрастов Константин Максимович |            |
| 108 сд                          | генерал-майор Теремов Пётр Алексеевич |            |
| 186 сд                          | полковник Величко Семён Саввич |            |
| 413 сд                          | полковник Волков Андрей Николаевич, с 2.02.1945 г. — полковник Афанасьев Фёдор Степанович                                                                      |            |
| 105 ск:                         | генерал-лейтенант Алексеев Дмитрий Фёдорович |            |
| 44 гв. сд                       | генерал-майор Борисов Владимир Александрович, с 23.03.1945 г. — генерал Фроленков Андрей Григорьевич                                                           |            |
| 193 сд                          | полковник Алимов Павел Мартемьянович, с 28.03.1945 г. — генерал-майор Скоробогаткин Константин Фёдорович                                                       |            |
| 354 сд                          | генерал-майор Джанджгава Владимир Николаевич |            |
| З акп:                          | генерал-лейтенант артиллерии Жданов Николай Николаевич |            |
| 18 адп                          | генерал-майор артиллерии Кознов Борис Ильич |            |
| 12 зенад                        | генерал-майор артиллерии Петров Александр Николаевич |            |
| 49-я армия:                     | генерал-лейтенант Гришин Иван Тихонович |            |
| 70 ск:                          | генерал-лейтенант Терентьев Василий Григорьевич |            |
| 139 сд                          | генерал-майор Кириллов Иосиф Константинович, с 31.03.1945 г. — полковник Огиенко Борис Павлович                                                                |            |
| 238 сд                          | генерал-майор Красноштанов Иван Данилович |            |
| 385 сд                          | генерал-майор Супрунов Митрофан Фёдорович |            |
| 121 ск:                         | генерал-майор Смирнов Дмитрий Иванович |            |
| 42 сд                           | полковник Пачков Николай Степанович |            |
| 199 сд                          | генерал-майор Кононенко Матвей Прокофьевич |            |
| 380 сд                          | полковник Горичев Алексей Дмитриевич |            |
| 49 зенад                        | полковник Каминский Николай Игнатьевич |            |
| 70-я армия:                     | генерал-полковник Попов Василий Степанович |            |
| 47 ск:                          | генерал-лейтенант Дратвин Михаил Иванович |            |
| 71 сд                           | полковник Беляев Николай Захарович |            |
| 136 сд                          | полковник Трудолюбов Василий Иванович |            |
| 162 сд                          | полковник Муратов Анатолий Олегович |            |
| 96 ск:                          | генерал-лейтенант Чапышев Якуб Джангирович |            |
| 38 гв. сд                       | полковник Абдуллаев Юсиф Мирза оглы |            |
| 1 сд                            | полковник Карпелюк Андрей Иосифович |            |
| 165 сд                          | полковник Каладзе Николай Иванович |            |
| 144 ск:                         | генерал-лейтенант Рябышев Дмитрий Иванович |            |
| 76 гв. сд                       | генерал-майор Кирсанов Александр Васильевич |            |
| 160 сд                          | генерал-майор Тимофеев Николай Сергеевич |            |
| 200 сд                          | полковник Асафьев Василий Андрианович, с 16.02.1945 г. — полковник Мельдер Иосиф Ильич                                                                         |            |
| 74 зенад                        | полковник Михайлов Иродион Антонович |            |
| 19-я армия:                     | генерал-лейтенант Козлов Георгий Кириллович, с 6.03.1945 г. — генерал-лейтенант Романовский Владимир Захарович                                                 |            |
| 40 гв. ск:                      | генерал-лейтенант Микульский Семен Петрович, с 23.03.1945 г. — генерал-майор Горохов, Сергей Фёдорович                                                         |            |
| 10 гв. сд                       | генерал-майор Худалов Харитон Алексеевич |            |
| 101 гв. сд                      | полковник Гребенкин Фёдор Алексеевич |            |
| 102 гв. сд                      | полковник Храмцов Сергей Иванович |            |
| 132 ск:                         | генерал-майор Коротков Фёдор Фёдорович |            |
| 18 сд                           | полковник Полувешкин Пётр Васильевич |            |
| 27 сд                           | полковник Коршунов Евгений Васильевич |            |
| 313 сд                          | полковник Цыганков Никифор Фомич, с 05.03.1945 — полковник Асафьев Василий Андрианович                                                                         |            |
| 134 ск:                         | генерал-майор Скоробогаткин Константин Федорович, с 24.03.1945 г. — генерал-майор Фроленков Андрей Григорьевич                                                 |            |
| 205 сд                          | генерал-майор Белоскурский Михаил Алексеевич, с 30.03.1945 г. — полковник Синкевич Ян Петрович                                                                 |            |
| 272 сд                          | полковник Мешков Василий Михайлович |            |
| 310 сд                          | полковник Рогов Николай Васильевич |            |
| 4-я воздушная армия:            | генерал-полковник авиации Вершинин Константин Андреевич |            |
| 5 бак:                          | генерал-майор Борисенко Михаил Харлампиевич |            |
| 132 бад                         | генерал-майор авиации Фёдоров Иван Логинович |            |
| 327 бад                         | полковник Пушкарёв Фёдор Степанович |            |
| 4 шак:                          | генерал-лейтенант авиации Байдуков Георгий Филиппович |            |
| 196 шад                         | полковник Грищенко Кирилл Константинович |            |
| 199 шад                         | полковник Виноградов Николай Сергеевич |            |
| 8 иак:                          | генерал-лейтенант авиации Осипенко Александр Степанович |            |
| 215 иад                         | полковник Якушин Михаил Нестерович |            |
| 323 иад                         | полковник Рыбаков Павел Павлович |            |
| 230 шад                         | генерал-майор авиации Герьман Семен Григорьевич |            |
| 233 шад                         | полковник Смоловик Валентин Иванович |            |
| 260 шад                         | полковник Калугин Георгий Александрович |            |
| 332 шад                         | полковник Тихомиров Михаил Иванович |            |
| 229 иад                         | полковник Волков Михаил Николаевич |            |
| 269 иад                         | полковник Додонов Валентин Яковлевич |            |
| 309 иад                         | полковник Вусс Василий Никифорович |            |
| 329 иад                         | полковник Осипов Александр Алексеевич |            |
| 325 нбад                        | полковник Покоевой Григорий Прокофьевич |            |
| Части фронтового подчинения:    | |            |
| 330 сд                          | генерал-майор Гусев Владимир Александрович |            |
| 369 сд                          | полковник Федотов Александр Александрович, с 4.03.1945 г. — полковник Голубев Иван Андреевич                                                                   |            |
| 3 гв. кк:                       | генерал-лейтенант Осликовский Николай Сергеевич |            |
| 5 гв. кд                        | генерал-майор Чепуркин Николай Степанович |            |
| 6 гв. кд                        | генерал-майор Брикель Павел Порфирьевич |            |
| 32 кд                           | генерал-майор Калюжный Иван Прокофьевич |            |
| 3 гв. тк                        | генерал-лейтенант танковых войск Панфилов Алексей Павлович |            |
| 8 гв. тк                        | генерал-лейтенант танковых войск Попов Алексей Федорович |            |
| 1 гв. тк                        | генерал-майор танковых войск Панов Михаил Федорович |            |
| 8 мк                            | генерал-майор танковых войск Фирсович Александр Николаевич |            |
| 1-й Белорусский фронт:          | Маршал Советского Союза Жуков, Георгий Константинович |            |
| 3-я ударная армия:              | генерал-лейтенант Симоняк Николай Павлович, с 16.03.1945 г. — генерал-полковник Кузнецов Василий Иванович                                                      |            |
| 12 гв. ск:                      | генерал-лейтенант Буньков Степан Михайлович, с 11.02.1945 г. — генерал-лейтенант Казанкин Александр Федорович                                                  |            |
| 23 гв. сд                       | генерал-майор Шафаренко Павел Менделевич |            |
| 52 гв. сд                       | генерал-майор Козин Нестор Дмитриевич |            |
| 33 сд                           | генерал-майор Смирнов Василий Иванович |            |
| 7 ск:                           | генерал-майор Чистов Владимир Афанасьевич |            |
| 146 сд                          | генерал-майор Карапетян Сергей Исаевич |            |
| 265 сд                          | генерал-майор Красильников Даниил Ефимович |            |
| 364 сд                          | полковник Воробьев Иван Андреевич |            |
| 79 ск:                          | генерал-майор Перевёрткин Семён Никифорович |            |
| 150 сд                          | генерал-майор Шатилов Василий Митрофанович |            |
| 171 сд                          | полковник Негода Алексей Игнатьевич |            |
| 207 сд                          | полковник Соболев Семён Иванович, с 22.02.1945 г. — полковник Асафов Василий Михайлович                                                                        |            |
| 61-я армия:                     | генерал-полковник Белов Павел Алексеевич |            |
| 9 гв. ск:                       | генерал-лейтенант Халюзин Григорий Алексеевич |            |
| 12 гв. сд                       | полковник Мальков Дмитрий Кузьмич |            |
| 75 гв. сд                       | генерал-майор Горишний Василий Акимович |            |
| 397 сд                          | полковник Андоньев Николай Федорович |            |
| 80 ск:                          | генерал-майор Вержбицкий Виктор Антонович |            |
| 212 сд                          | полковник Маслов Сергей Михайлович |            |
| 356 сд                          | генерал-майор Макаров Михаил Григорьевич |            |
| 415 сд                          | полковник Мощалков Павел Иванович |            |
| 89 ск:                          | генерал-майор Сиязов Михаил Александрович |            |
| 23 сд                           | полковник Подберезин Илья Моисеевич, с 25.02.1945 г. — полковник Бунин Василий Дмитриевич, с 4.03.1945 г. — полковник Серёгин Александр Павлович               |            |
| 234 сд                          | полковник Селюков Афанасий Иванович |            |
| 311 сд                          | генерал-майор Владимиров Борис Александрович |            |
| 22 адп                          | генерал-майор артиллерии Зражевский Дмитрий Степанович |            |
| 31 зенад                        | генерал-майор артиллерии Богдашевский Юрий Гаврилович |            |
| 47-я армия:                     | генерал-лейтенант Перхорович Франц Иосифович |            |
| 77 ск:                          | генерал-майор Позняк Виктор Генрихович |            |
| 185 сд                          | полковник Музыкин Михаил Максимович |            |
| 260 сд                          | полковник Горшенин Яков Павлович |            |
| 328 сд                          | полковник Павловский Иван Григорьевич |            |
| 125 ск:                         | генерал-майор Андреев Андрей Матвеевич |            |
| 60 сд                           | генерал-майор Чернов Виктор Георгиевич, с 15.03.1945 г. — полковник Иванов Георгий Степанович                                                                  |            |
| 76 сд                           | полковник Гервасиев Андрей Никитич |            |
| 175 сд                          | полковник Выдриган Захарий Петрович |            |
| 129 ск:                         | генерал-майор Анашкин Михаил Борисович |            |
| 82 сд                           | полковник Дудоров Тимофей Дмитриевич, с 13.02.1945 г. — генерал-майор Поляков Пётр Семёнович                                                                   |            |
| 132 сд                          | полковник Соловьёв Иван Владимирович |            |
| 143 сд                          | генерал-майор Заикин Митрофан Моисеевич |            |
| 5 адп                           | генерал-майор артиллерии Снегуров Аркадий Иванович |            |
| 1-я гвардейская танковая армия: | генерал-полковник танковых войск Катуков Михаил Ефимович |            |
| 8 гв. мк                        | генерал-майор Дрёмов Иван Фёдорович |            |
| 11 гв. тк                       | полковник Бабаджанян Амазасп Хачатурович |            |
| 2-я гвардейская танковая армия: | генерал-полковник танковых войск Богданов Семён Ильич |            |
| 9 гв. тк                        | генерал-майор танковых войск Веденеев Николай Денисович |            |
| 12 гв. тк                       | генерал-майор танковых войск Теляков Николай Матвеевич |            |
| 1 мк                            | генерал-майор танковых войск Фирсович Александр Николаевич |            |
| 16-я воздушная армия:           | генерал-полковник авиации Руденко Сергей Игнатьевич |            |
| 3 бак:                          | генерал-майор авиации Каравацкий Афанасий Зиновьевич |            |
| 241 бад                         | полковник Федоров Алексей Григорьевич |            |
| 301 бад                         | полковник Федоренко Фёдор Михайлович |            |
| 6 шак:                          | генерал-майор авиации Токарев Борис Кузьмич |            |
| 197 шад                         | полковник Тимофеев Вячеслав Арсеньевич, с 22.02.1945 г. — полковник Ковалёв, Тарас Евдокимович                                                                 |            |
| 198 шад                         | полковник Белоусов Владимир Игнатьевич |            |
| 9 шак:                          | генерал-майор Крупский Иван Васильевич |            |
| 3 гв. шад                       | полковник Смирнов Алексей Андреевич |            |
| 300 шад                         | полковник Ковалёв Тарас Евдокимович, с 23.02.1945 г. — полковник Тимофеев Вячеслав Арсеньевич                                                                  |            |
| 3 иак:                          | генерал-лейтенант авиации Савицкий Евгений Яковлевич |            |
| 265 иад                         | полковник Карягин Александр Александрович |            |
| 278 иад                         | полковник Орлов Константин Дмитриевич |            |
| 5 иак:                          | полковник Мачин Михаил Григорьевич |            |
| 234 иад                         | полковник Татанашвили Евстафий Захарович |            |
| 273 иад                         | полковник Исаев Николай Васильевич |            |
| 13 иак:                         | генерал-майор авиации Сиднев Борис Арсеньевич |            |
| 193 иад                         | полковник Миронов Сергей Иванович |            |
| 283 иад                         | полковник Чирва Степан Никитович |            |
| 183 бад                         | полковник Ситкин Михаил Александрович |            |
| 221 бад                         | полковник Бузылёв Сергей Фавстович |            |
| 2 гв. шад                       | генерал-майор авиации Комаров Георгий Иосифович |            |
| 11 гв. шад                      | подполковник Наконечников Александр Георгиевич |            |
| 1 гв. иад                       | полковник Сухорябов Владимир Викентьевич |            |
| 282 иад                         | полковник Беркаль Юрий Михайлович |            |
| 286 иад                         | полковник Иванов Иван Иванович, с 25.02.1945 г. — полковник Сталин Василий Иосифович                                                                           |            |
| 9 гв. нбад                      | полковник Рассказов Константин Иванович |            |
| 242 нбад                        | полковник Калинин Павел Александрович |            |
| 2 гв. кк:                       | генерал-лейтенант Крюков Владимир Викторович |            |
| 3 гв. кд                        | генерал-майор Ягодин Михаил Данилович |            |
| 4 гв. кд                        | генерал-майор Миллеров Борис Степанович |            |
| 17 гв. кд                       | генерал-майор Курсаков Павел Трофимович |            |
| 9 тк                            | генерал-лейтенант танковых войск Кириченко Иван Федорович |            |
| 1-я армия Войска польского      | генерал дивизии Поплавский Станислав |            |